# ネミア・ケナタレ
ネミア・ケナタレ（Nemia Kenatale、1986年1月21日 - ）は、フィジーのラグビー選手。

## プロフィール
- フィジー・タブア出身。
- ポジションはスクラムハーフ(SH)。
- 身長 173cm、体重 92kg
- フィジー代表キャップは39（2020年7月現在）でラグビーワールドカップ2011・ラグビーワールドカップ2015のフィジー代表に選ばれた[1]。
- バーバリアンズに選ばれたことがある[2]。

## 略歴
サウスランド、ファルル・コンスタンツァを経て、2016年、グラスゴー・ウォリアーズに加入。